# Patrick Wiercioch
Patrick Wiercioch, född 12 september 1990, är en kanadensisk professionell ishockeyspelare som spelar för Colorado Avalanche i NHL. Wiercioch föddes i Burnaby, British Columbia, men växte upp i Maple Ridge, British Columbia.

## Spelarkarriär
Han draftades i andra rundan i 2008 års draft av Ottawa Senators som 42:a spelare totalt. Wiercioch avslutade sin universitetskarriär med Denver under 2010 och gjorde sin professionella debut i oktober 2010 med Senators samarbetsklubb Binghamton Senators i AHL. Den 22 mars 2011 gjorde Wiercioch sin NHL-debut mot Carolina Hurricanes. Wiercioch spelade säsongen 2011-12 och den första halvan av 2012-13 med Binghamton innan han kallades upp till Ottawa igen. Wiercioch gjorde sitt första NHL-mål den 3 mars 2013 mot New York Islanders.
I april 2015 togs Wiercioch ut i den kanadensiska truppen till ishockey-VM i Tjeckien.
Som free agent, skrev Wiercioch kontrakt med Colorado Avalanche, 1 juli 2016.

## Privatliv
Wiercioch och hans fru, Kresson, har en son vid namn Paxton som föddes tidigt år 2015.

## Statistik

### Klubbkarriär
| 2006–07    | Burnaby Express      | BCHL       | 42  | 9  | 16 | 25 | 46  | 14 | 3 | 4 | 7  | 10 |
| 2007–08    | Omaha Lancers        | USHL       | 40  | 3  | 18 | 21 | 24  | 14 | 2 | 9 | 11 | 22 |
| 2008–09    | University of Denver | WCHA       | 36  | 12 | 23 | 35 | 26  | —  | — | — | —  | —  |
| 2009–10    | University of Denver | WCHA       | 39  | 6  | 21 | 27 | 34  | —  | — | — | —  | —  |
| 2010–11    | Binghamton Senators  | AHL        | 67  | 4  | 14 | 18 | 25  | 15 | 0 | 1 | 1  | 0  |
| 2010–11    | Ottawa Senators      | NHL        | 8   | 0  | 2  | 2  | 4   | —  | — | — | —  | —  |
| 2011–12    | Binghamton Senators  | AHL        | 57  | 4  | 16 | 20 | 34  | —  | — | — | —  | —  |
| 2012–13    | Binghamton Senators  | AHL        | 32  | 10 | 9  | 19 | 22  | —  | — | — | —  | —  |
| 2012–13    | Ottawa Senators      | NHL        | 42  | 5  | 14 | 19 | 39  | 1  | 0 | 0 | 0  | 0  |
| 2013–14    | Ottawa Senators      | NHL        | 53  | 4  | 19 | 23 | 20  | —  | — | — | —  | —  |
| 2014–15    | Ottawa Senators      | NHL        | 56  | 3  | 10 | 13 | 28  | 6  | 2 | 2 | 4  | 4  |
| 2015–16    | Ottawa Senators      | NHL        | 52  | 0  | 5  | 5  | 24  | —  | — | — | —  | —  |
| 2016–17    | Colorado Avalanche   | NHL        | 57  | 4  | 8  | 12 | 23  | —  | — | — | —  | —  |
| NHL totalt | NHL totalt           | NHL totalt | 268 | 16 | 58 | 74 | 138 | 7  | 2 | 2 | 4  | 4  |

### Internationellt
| År            | Lag           | Turnering     | Resultat      |    | Matcher | Mål | Assist | Poäng | Utv |
| ------------- | ------------- | ------------- | ------------- | -- | ------- | --- | ------ | ----- | --- |
| 2015          | Kanada        | VM            | 1             | 10 | 1       | 3   | 4      | 0     |     |
| Senior totalt | Senior totalt | Senior totalt | Senior totalt | 10 | 1       | 3   | 4      | 0     |     |